# Robert de Craon
Robert de Craon (... – 13 gennaio 1147) è stato un militare francese è stato il secondo Maestro Generale dell'Ordine dei Templari, dal giugno del 1136 alla sua morte.

## Biografia
Nato intorno alla fine dell'XI secolo, era il minore dei figli di Renaud de Craon. Prese sede in Aquitania e venne promesso alla figlia del Signore di Angoumois, ma abbandonò la fidanzata per viaggiare in Palestina dopo aver appreso la fondazione dell'Ordine dei Templari da parte di Hugues de Payns. Egli mostrò subito il suo valore militare, ma anche la sua pietà e nel 1136, alla morte di Hughes, venne prescelto come nuovo Maestro Generale. Egli dette prova di essere un valente organizzatore e legislatore, e portò l'Ordine a maggior forza negli stati crociati. Il 29 marzo 1139, il Papa Innocenzo II promulgò la bolla papale Omne datum optimum, che esentava l'ordine dal pagamento delle tasse e lo rendeva indipendente dalla giurisdizione ecclesiastica. Ai templari venne inoltre garantito il diritto di portare una croce rossa sopra l'abito bianco, che identificò presto l'immagine popolare dei templari.
Egli fu meno fortunato come capo militare: poco dopo la sua elezione, egli sconfisse Zengi, l'Emiro di Aleppo e lasciò che i propri cavalieri saccheggiassero il campo di battaglia; Zengi ritornò poi con una nuova armata e distrusse i cavalieri, ora disorganizzati. Robert autorizzò i Templari spagnoli a guidare una spedizione navale di circa 70 navi contro Lisbona, ma anche questa operazione fu un disastro. Nel 1140 i Templari resistettero eroicamente ai ben più superiori turchi nella Battaglia di Teuca.
Nel 1143, dopo aver protratto i negoziati tra il conte Raimondo Berengario IV di Barcelona e i Templari, l'ordine della missione nella penisola Iberica venne definito. Secondo Guglielmo di Tiro, Robert partecipò al Concilio di Acri nel corso della Seconda Crociata nel 1148, ma secondo un'altra cronaca, il Mortuario di Reims, egli morì nel gennaio del 1147, e venne succeduto da Everard des Barres nell'aprile di quell'anno.